# THE IDOLM@STER Dearly Stars
『THE IDOLM@STER Dearly Stars』（アイドルマスター ディアリースターズ）は、バンダイナムコゲームスが2009年9月17日に発売したニンテンドーDS用アドベンチャーゲーム（公称「トップアイドルアドベンチャー」）。キャッチコピーは、『きらめく舞台（ステージ）に私も立ちたい!』『きっとなれる!トップアイドルアドベンチャー』。公式の略称は『アイマスDS』。

## 概要
2009年5月28日にゲーム雑誌『ファミ通』の特報で発表され、翌29日に開催されたイベント「THE IDOLM@STER 4th ANNIVERSARY PARTY SPECIAL DREAM TOUR'S!! IN TOKYO」にて、『PROJECT IM@S 2ndVision』の第一作目として開発中であることが発表された。
本作は新たなる芸能事務所『876プロダクション』が舞台となる。それに伴い主人公アイドルも全く新しいキャラクターに変更されている。初めて主人公キャラクターに男性が登場しているのもこれまでと異なる。従来のシリーズとは違い、プロデューサーの視点ではなく、主人公である3人のアイドルの視点で物語が展開する。765プロダクションのアイドルも具体的なランクこそ明かされないが、既に人気アイドルとしての地位を確立しているという設定で登場する。本作のストーリーでは『SP』における961プロ関連の設定は存在せず、我那覇響・四条貴音も完全に765プロ所属アイドルとして登場する。一方、Xbox 360版からつながっていると言える描写が存在している。作中では石川社長・律子・美希の台詞にそれをうかがわせるものがある。また、『電撃「マ）王』2009年8月号の長谷川明子インタビューにも同様の発言がある。高木順一朗、音無小鳥などの765プロ社員は名前含め一切登場しない。
本作のオリジナルキャラクターのデザインは田宮清高が担当している。
現在の所、続編等の発表は無いが公式アフターストーリーが漫画企画の単行本3巻限定版に付属したドラマCDで描かれている。また、本作とは世界観が異なるが、テレビアニメ『THE IDOLM@STER』第10話に876プロの3人が本作同様の「後輩」的立場でゲスト出演し、エンディングテーマを一緒に歌っている。その後も台詞はないが第18話、最終話のEDで姿を見せている。

### 販促
本作は従来のシリーズではなかった販促展開がいくつか行われている。少女漫画雑誌『なかよし』や児童向け雑誌『テレビマガジン』で紹介記事が組まれたほか、バンダイナムコゲームス自らも『Side-BN』で「女の子にもオススメの注目ゲーム」として本作をプッシュしている。店頭販促物やテレビCMも従来シリーズらしからぬライト向けであり、テレビCMはシリーズ初のゴールデンタイム帯の全国放映となった。これらの点も新規ユーザーを考慮したものであるとする見方が存在する。
一方で本作『DS』はCEROレーティングを「B（12歳以上対象）」とした『SP』よりも高い「C（15歳以上対象）」であり、女児ユーザーにも訴求したプロモーションとレーティングに差異が生じている。実際のゲーム内容も「プレイアイドルによって女児向けや高年齢向けが混在している」等の評が存在する事から、これら販促とレーティングの差異は従来層と新規層の両方に配慮した為の結果ではないかとも指摘される。もっともCEROレーティングは「Z（18歳以上のみ対象）」以外、全年齢が遊ぶ上での法的規制は存在しないため、本作を女児ユーザーがプレイする上の法的問題は特にない。
掲載誌は前記の『ファミ通』『なかよし』『テレビマガジン』の他、元来アイマスをプッシュしている電撃系ゲーム雑誌も発表から大々的特集を組むなど一貫して扱いを続けている。更に任天堂ハード専門誌の『ニンテンドードリーム』も見開きの記事だけでなく、同誌のバンダイナムコゲームスのファンページで「アイマスを知らない任天堂ユーザー向け」という扱いでアーケード版から『SP』までのシリーズを全て紹介。発売月の号には田中文啓（ブンケイP）の発売記念コメントも掲載している。
また本作のタイトル「Dearly Stars」や関連CD「DREAM SYMPHONY」の略称が全て「DS」であること、楽曲「"HELLO!!"」の歌詞に「Touch」などの表現があること、登場アイドルのイメージカラー（スプラッシュレッド、イノセントブルー、ノイエグリーン）が2009年3月20日発売のニンテンドーDSi「春の新色（ピンク、メタリックブルー、ライムグリーン）」と近似色且つプロモーションビデオでもそれらを訴求していたことから、これまでになくニンテンドーDSという「対応プラットフォーム」を強く押し出したアイマスをアピールしている。新規、特に女の子ユーザーも対象の新作、かつ『ProjectIM@S 2ndVision』の第一作目として、従来の765プロアイドルシリーズと異なる位置付けとしての販促展開が行われている。

### ニンテンドーDSi対応ソフト
本作はニンテンドーDSi（及びニンテンドーDSi LL、ニンテンドー3DS、ニンテンドー3DS LL、ニンテンドー2DS、Newニンテンドー3DS、Newニンテンドー3DS LL）の対応ソフトである。説明書にも記載があるが、本作の商品型番も従来のDSソフトの「NTR-P～」ではなく、「TWL-P-VIMJ」である。ニンテンドーDSi（DSi LL、3DS、3DS LL、2DS、New 3DS、New 3DS LL、New 2DS LLでも可）で本作をプレイすると利用可能な機能は次の通り。
- モバイルサイトや雑誌などのQRコードをDSiカメラ（及び3DSカメラ）で読み取ることで、通常のプレイでは入手しにくい衣装やアクセサリ、及びTシャツのデザインデータを入手できる。
- 他作品と同様、ニンテンドーWi-Fiコネクション接続の際に上級者設定（WPA）で接続できる。
- リージョンコードが設定されており、日本国内仕様向け以外のニンテンドーDSi（及びニンテンドーDSi LL、ニンテンドー3DS、ニンテンドー3DS LL、ニンテンドー2DS、Newニンテンドー3DS、Newニンテンドー3DS LL・Newニンテンドー2DS LL）では起動できない。

なおニンテンドーDSiは従来のニンテンドーDSより性能面が向上しているが、本作ではグラフィック等が向上する効果はない。

### その他
本作は据え置き及び携帯ゲーム機で発売のシリーズで唯一、ダウンロードコンテンツを実施していない。
衣装、アクセサリーなどのアイテムは全てゲーム内に収録されており、ストーリーモードを進めたり、ニンテンドーDSi及びニンテンドーDSi LLのDSiカメラ（ニンテンドー3DS及びニンテンドー3DS LL、ニンテンドー2DS、Newニンテンドー3DS、Newニンテンドー3DS LL、Newニンテンドー2DS LLの場合には、3DSカメラ）でQRコードを読み取ったりすることで、コンプリート可能にしている。

## システム
基本システムは『SP』までを踏襲しているが、以下の点で変更が加わっている。
- プロデューサー視点ではなく、アイドル視点でプレイする仕様である。そのため、ゲームジャンルは「トップアイドルアドベンチャー」となっている。
- チャプター制を採用し、年月とプロデュース期限等は撤廃。季節イベントなどの期間限定営業イベントも存在しない。
- 分岐とマルチエンディング制を採用。分岐は基本的にオーディションの合否で行われる。例えばデビューオーディションは不合格になるとバッドエンドとなる。合否にかかわらず次の分岐がないものもある。また例外としてオーディションの合否に加え、直後の選択肢により分岐するチャプターも1ヶ所のみ存在する。
- 過去作は1週間の予定で組む必要があったのに対し、月曜から土曜までのスケジュールはその日その日で決定する。日曜日は休日となり、アクセサリの入手タイミングはこの時となる。
- 各チャプターの営業で獲得した思い出はそのチャプターのみで有効。次のチャプターへは持ち越しができない。
- レッスンはこれまでの6種類から3種類に削減。また、ランクEからレッスンの際に765プロのアイドルがレッスンを見てくれるイベントが追加された。『SP』にあったライバルオーディション・約束システム・各種ブーストはない。
ただし愛のレッスンで春香、絵理では美希、涼では真など各キャラクターのストーリーに関わるアイドルはレッスンのイベントに登場しない、ストーリー・レッスンの両方で登場する例外は涼ルートでの律子のみ。
石川社長のメールの中で「八方美人になるのだけはやめるように」と釘を刺されるが、特にペナルティはない。
- オーディションはチャプターの最後に参加する。参加条件として、営業パートで「!」の付けられた重要イベントを全て見終えることが必要となった。
- オーディションシステムの変更。
  - 従来作で採用されていた6人のプレイヤー（CPU含む）による対戦形式を廃し、表示されている合格率をさまざまな手段で変動させて合格を目指す形式に変更。
  - アピールに関するシステムが撤廃。審査員がこれまでの3人から1人に減少。
  - オーディションに30秒の制限時間と合格率が追加。合格率は時間が過ぎていくと審査員の興味が減るのと比例して合格率も下がるため、思い出を使用して興味を引く＝合格率を上げる必要がある。Xbox 360版や『SP』のフリープロデュースのような思い出の使用回数制限はない。なお、合格率はイメージのパラメータで初期値が決まる。
- 旧作からの再録曲は『THE IDOLM@STER』『GO MY WAY!!』『relations』『shiny smile』『エージェント夜を往く』『キラメキラリ』の6曲で、それまでの作品とは異なるイメージ設定がされている。旧作からの再録の内、本作発売時点でイメージが判明していなかった『shiny smile』以外の5曲はすべてダンスイメージと設定されていた。『shiny smile』は『SP』のダウンロードコンテンツではビジュアルイメージとなったが、『SP』での同曲の配信は本作の発売より後のことである。そのほかにイベント専用で『目が逢う瞬間』が登場する。
- 新曲は共通の『"HELLO!!"』と各キャラの専用曲『ALIVE』『プリコグ』『Dazzing World』の4曲。『"HELLO!!"』は再録6曲同様最初から使用でき、残りの3曲はキャラ毎にストーリー進行で登場。登場するとそのプレイ中は曲変更ができなくなるため、パラメーターの調整が難しくなる。一定条件をクリアすることでステージモードにて別キャラクターに歌わせることもできる。『Dazzing World』に限り、2種類の歌い方がある。
- 新たに振り付けパネルが追加。曲のイメージに合わせた振り付けパネルを取り付けるとステータスが上昇する。パネルはレッスンや765プロのアイドル達に見てもらうイベントで高い評価を得ると入手できる。

### 他作品との表記上の変更点
本作では、アイドルランクはストーリーの進行上オーディションをクリアすれば一定値ずつ上昇する仕様となっている。また、他のシリーズにてイメージレベルの段階として用いられていた「○○アイドル」といった名称は、アイドルランクの段階としても扱われており、イメージレベルの名称も従来作品と同じ扱いで残っている。ランクにおける個別の名称区分は以下の通り。
- ランクF（1万人未満。素人アイドル）
- ランクE（1万人以上。駆け出しアイドル）
- ランクD（10万人以上）
- ランクC（30万人以上。メジャーアイドル）
- ランクB（70万人以上。スーパーアイドル。「ロード・トゥ・トップアイドル」参加条件という設定あり）
- ランクA（100万人以上。トップアイドル）
- ランクS（アイドルアルティメイト優勝。確認されているアイドルは10数年前の日高舞のみ）

なお765プロのアイドルが現在どのランクにいるのかは明かされていないが、三浦あずさに限り現在のアイドルランクがBであることが暗に示唆されている。

## ステージ
ニンテンドーDSのスペックを感じさせない高い完成度となっており、本来はDSより性能が勝る『SP』より凝っている箇所も多い。本作のステージモードは細かいエディット機能が搭載されていることから「ダンスエディット」とも呼ばれる。『L4U!』に存在したコール入力のスコアをニンテンドーWi-Fiコネクションでのランキングで競うことも可能。
- アイドルそのもののグラフィックや質は『SP』に並ぶものである。
- 楽曲に応じたアイドルのリップシンクが実装されている。
- ストーリーで入手した振り付けパネルでアイドルのダンスを細かく編集できる。
- カメラ位置に客席に向けた視点が本作で初めて搭載された。
- カメラ位置を細かく調整できる。

## 登場キャラクター
876プロに所属することになった新人アイドル3人を中心として物語が展開していくことになる。765プロ所属アイドルも先輩の立場として主人公3人と関わっていくことになる。

## Webプロモ

### ディアリーステーション
ニコニコ動画の公式チャンネル「たるき亭」で本作の関連番組『ディアリーステーション』が2009年7月11日から8月31日まで配信された。全4回+特別編1回。
司会進行は、本ゲームの出演声優である、日高愛役の戸松遥、水谷絵理役の花澤香菜、秋月涼役の三瓶由布子の3人が務めた。特別編である第2.5回のみ、天海春香役の中村繪里子とPROJECT IM@Sプロデューサーの坂上陽三が司会を担当した。
その他の出演者
- 田中文啓（ブンケイP）（当時バンダイナムコゲームスプロデューサー）
- 中村繪里子

### Fountain of Ellie
バンダイナムコゲームスのブログサービスoffy（後のバナフェスコミュニティ）に開設された、水谷絵理のブログを模したプロモ。2009年8月13日から12月14日まで更新され、その後彼女の誕生日記念として2010年3月5日にも更新がされた。

## 楽曲
収録曲は全10曲。オリジナル曲(新曲)は4曲で、あとの6曲は過去の作品からの楽曲が使われている。

### 収録曲一覧
初めてゲームで使用された曲は太字で表記する。
- “HELLO!!”
- ALIVE
- プリコグ
- Dazzling World
- THE IDOLM@STER
- エージェント夜を往く
- shiny smile
- relations
- GO MY WAY!!
- キラメキラリ

## 関連商品

### アイドルマスター ディアリースターズ デリシャスアルバム
エンターブレイン発刊の攻略本。本作の唯一の攻略本である。“絵理”が“絵里”となっているなどの誤表記がある。

### 漫画
『月刊ComicREX』（一迅社発行）2009年9月号（2009年8月8日発売）より2011年3月号（2011年1月27日発売）まで、以下の3作品が同時連載開始された。単行本は、第1巻は2010年7月9日、第2巻は2011年2月26日に、第3巻は2011年7月27日に3作品同時発売された。
基本的にゲーム本編のシナリオを踏襲しているが若干のアレンジが加えられている。序盤の3人が対決するオーディションで3作共に涼が合格を勝ち取っていることから、同じ世界で進行していることがうかがえる。
各単行本にはおまけエピソード1話ずつ描き下ろされている。
第3巻の特別版に収録されたドラマCD（公式アフターストーリー）にて、ゲーム版ではボイスがなかった日高舞・尾崎玲子・サイネリア・桜井夢子・武田蒼一・石川実に声優が新たに設定された。
アイドルマスター Splash Red for ディアリースターズ
日高愛が主人公。作画は坂野杏梨。
単行本
1. ISBN 978-4758062015。表紙は愛と天海春香。裏表紙は愛、絵理、涼。
2. ISBN 978-4758062374。表紙は愛と萩原雪歩。裏表紙は愛と岡本まなみ。
3. ISBN 978-4758062503。表紙は愛と日高舞。裏表紙も同様だが私服姿。

アイドルマスター Innocent Blue for ディアリースターズ
水谷絵理が主人公。作画は零壱。
単行本
1. ISBN 978-4758062022。表紙は絵理と星井美希。裏表紙は絵理、愛、涼。
2. ISBN 978-4758062381。表紙は絵理と双海亜美・真美。裏表紙は絵理とサイネリア。
3. ISBN 978-4758062527。表紙は絵理と尾崎玲子。裏表紙は絵理と水瀬伊織。

アイドルマスター Neue Green for ディアリースターズ
秋月涼が主人公。作画は黒瀬浩介。
単行本
1. ISBN 978-4758062039。表紙は涼と秋月律子。裏表紙は涼、愛、絵理。
2. ISBN 978-4758062398。表紙は涼と桜井夢子。裏表紙は涼、如月千早、高槻やよい。
3. ISBN 978-4758062541。表紙は涼（男性衣装）と涼（女性衣装）。裏表紙は涼と夢子。

各話サブタイトル
| 話数 | Splash Red             | Innocent Blue         | Neue Green                 |
| ---- | ---------------------- | --------------------- | -------------------------- |
| 1    | 夢ぐらい、見たいもん   | 一緒に                | Green Monday               |
| 2    | 熱血ダメ候補生の挑戦！ | 踏み出す一歩          | Motion Green               |
| 3    | おつかい日和           | ドキラブハプニング…？ | Imitation Of Watermelon    |
| 4    | 対決準備               | VOICE                 | Raise Your Hand Together   |
| 5    | 自信を持って           | マイペースガール      | Keep on movin'             |
| 6    | 小さな騎士様           | リアルVSネット        | Inner Flight               |
| EX1  | 南の島♪バカンス        | 南の島♪バカンス       | 南の島♪バカンス            |
| 7    | メイドで特訓           | missionⅠ              | Dream Attack               |
| 8    | 戦いに向けて           | missionⅡ              | The Beginning              |
| 9    | 大きな一歩             | 動き出す              | Fantasia                   |
| 10   | 思いがけない試練       | 悪！霊！退散？        | Star Dancer                |
| 11   | またいつか             | 不安を抱えて          | World's End Garden 前編    |
| 12   | 新たなライバル         | そのアイドルの名前は  | World's End Garden 後編    |
| EX2  | 3人クッキング          | パニック！チルドレン  | 日高さん家に遊びに行こう！ |
| 13   | 騒然！帰ってきた巨星   | もう一人のアイドル    | Don't you want me？        |
| 14   | ふたつの再開           | だから信じて          | Run Away                   |
| 15   | 歌う意味               | 絆                    | Opposite View              |
| 16   | 代表曲を探せ           | プリコグ              | It's all in the mind       |
| 17   | 最後の決戦             | 罠                    | Paradise Lost              |
| 18   | とどけ愛の歌           | アイドル              | When You Wish Upon a Star  |
| EX3  | ママのおかいもの♪      | 尾崎VSサイネリア      | After Episode              |